# Spiegel (Tourist LeMC)
Spiegel is een nummer uit 2018 van de Antwerpse hiphopartiest Tourist LeMC. Het betreft een samenwerking met Raymond van het Groenewoud en was de eerste single van Tourists derde album We begrijpen mekaar, dat in november 2018 verscheen.

## Achtergrond en hitsucces
Spiegel werd geschreven door Johannes Faes (Tourist LeMC), Youssef Chellak en Alain "Lunaman" Croisy. De tekst gaat over zelfreflectie, waarbij een spiegel als metafoor dient om naar jezelf te kijken. Zoekend naar een intense, karakteristieke stem om het refrein in te zingen, kwam Tourist uit bij Raymond van het Groenewoud.
De single verscheen op 5 oktober 2018 en werd in Vlaanderen een enorme hit. Spiegel stond 24 weken in de Ultratop 50 en bereikte daarin de tweede plaats. In de Vlaamse Top 50 stond het zelfs een jaar genoteerd, waarvan achttien weken op nummer 1. Daarmee werd het een van de succesvolste Vlaamse Nederlandstalige hits ooit. Voor Raymond van het Groenewoud betekende dit het grootste hitparadesucces uit zijn carrière. Tourist LeMC had met Horizon (2016) nog een grotere hit.
Spiegel werd bekroond met een platina plaat en bij de MIA's in 2019 genomineerd in de categorie Hit van het jaar.
In het televisieprogramma Liefde voor muziek werd Spiegel twee keer gecoverd: door Willy Sommers (2021) en door Jasper Steverlinck (2024).